# Грађевине Виктора Хорте у Бриселу
Виктор Хорта је био белгијски архитекта који је припадао сецесији, а простао је славан захваљујући свом јединственом архитектонском стилу и оригиналним грађевинама.
Његова дела, која се већином налазе у Бриселу, сведоче о његовом изузетно креативном доприносу развоју архитектуре и технологије изградње у касном 19. и раном 20. веку.
Четири његове стамбене куће, које се налазе у Бриселу, уврштене су на УНЕСКО-в списак Светске баштине у Европи од 2000. године: Хотел Тасел, Хотел Солве, Хотел ван Етвелд и Музеј и атеље Хорта. Оне су препознате као најранији примери сецесије. Стилистичка револуција коју су покренули карактерише њихова отворена основа, распршеност светла и сјајан спој закривљених линија декорација с конструкцијом грађевине.

## Списак грађевина Виктора Хорте
| Број | Име                 | Локација                  | Година градње | Координате                                                     |
| ---- | ------------------- | ------------------------- | ------------- | -------------------------------------------------------------- |
| 1.   | Хотел Тасел         | 6 Ру Пол-Емил Жонсонштрат | 1893—1894.    | 50° 49′ 40″ N 4° 21′ 43.3″ E / 50.82778° С; 4.362028° И        |
| 2.   | Хотел ван Етвелд    | 4 Авенија Палмерсон       | 1898—1900.    | 50° 50′ 49.94″ N 4° 22′ 50.11″ E / 50.8472056° С; 4.3805861° И |
| 3.   | Хотел Солве         | Авенија Луиз              | 1898—1900.    | 50° 49′ 34.75″ N 4° 21′ 55″ E / 50.8263194° С; 4.36528° И      |
| 4.   | Музеј и атеље Хорта | Сен Жил                   | 1898—1901.    | 50° 49′ 27″ N 4° 21′ 17″ E / 50.82417° С; 4.35472° И           |